# Cantó de Fénétrange
El cantó de Fénétrange és un cantó francès del departament del Mosel·la, situat al districte de Sarrebourg. Té 21 municipis i el cap és Fénétrange.

## Municipis
- Belles-Forêts
- Berthelming
- Bettborn
- Bickenholtz (Bickeholz)
- Desseling (Desselé)
- Dolving (Dolwing)
- Fénétrange (Finschtinge)
- Fleisheim
- Gosselming
- Hellering-lès-Fénétrange
- Hilbesheim
- Mittersheim
- Niederstinzel
- Oberstinzel
- Postroff
- Romelfing
- Saint-Jean-de-Bassel
- Sarraltroff
- Schalbach
- Veckersviller
- Vieux-Lixheim

## Història
| Data d'elecció                           | Identitat      | Partit                        | Qualitat |
| ---------------------------------------- | -------------- | ----------------------------- | -------- |
| 1945-1976                                | René Jager     | MRP                           |          |
| 1976-1994                                | Etienne Halter | Divers droite                 |          |
| 1994-                                    | Alfred Poirot  | UDF, després DL Divers droite |          |
| les dades anteriors no són pas conegudes |                |                               |          |
|                                          |                |                               |          |

## Demografia
| A partir de 1990 : Població sense dobles comptes |